# Dostai ben Jannai
Dostai ben Jannai war ein jüdischer Gelehrter des späten zweiten und frühen dritten Jahrhunderts. Er wird zu den Tannaiten der vierten Generation gezählt und wirkte in der zweiten Hälfte des zweiten nachchristlichen Jahrhunderts.
Dostai tradierte die Äußerungen Meirs, Joses und Eleazars und ist vor allem durch seine haggadischen Erörterungen und den dabei häufig zu Tage tretenden Humor bekannt. Er war ein Studienkollege Jehuda ha-Nasis und Josefs ben Kipper und ging mit Letzterem als Sendbote des Patriarchen nach Babylonien. Von Rabbi Meir überlieferte Dostai (P. A. III, 8) den Ausspruch: „Wer ein Wort von dem, was er gelernt hat, vergisst, der verwirkt geradezu sein Leben“.